# Dontostemon dentatus
Dontostemon dentatus là một loài thực vật có hoa trong họ Cải. Loài này được (Bunge) C.A.Mey. ex Ledeb. mô tả khoa học đầu tiên năm 1841.